# تاریخ یهودیان در اروپا

گستره اروپای نوین (سبز تیره)

تاریخچه یهودیان در اروپا دوره‌ای بیش از دو هزار سال را در بر می‌گیرد. بعضی یهودیان، قومی از بنی‌اسرائیلان یهودیه‌ای از سرزمین شام، درست پیش از برآمدن امپراتوری روم به اروپا مهاجرت کردند. از جمله رویدادهای مهم تاریخ ایشان، فتح شرق توسط پومپه بود که در سال ۶۳ د.م آغاز شد، اگرچه یهودیان اسکندری پیش از این رویداد به روم مهاجرت کرده بوند.
جمعیت یهودیان پیش از جنگ جهانی دوم در اروپا بالغ بر ۹ میلیون نفر تخمین زده می‌شد، که برابر ۵۷ درصد کل یهودیان جهان بود. نزدیک به ۶ میلیون یهودی در طی این جنگ و در جریان هولوکاست کشته شدند، و سپس بازماندگان ایشان
دست به مهاجرت دسته‌جمعی از اروپا زدند.
جمعیت یهودیان اروپا در سال ۲۰۱۰ به ۱٫۴ میلیون نفر (۰٫۲ درصد اروپاییان یا ۱۰ درصد کل جمعیت یهودیان جهان) تخمین زده می‌شود. در سده ۲۱، فرانسه بیشترین جمعیت یهودیان اروپا را به خود اختصاص داده، و پس از آن بریتانیا، آلمان، روسیه، و اوکراین قرار دارند.